# نيكولاس هوب
نيكولاس هوب (بالإنجليزية: Nicholas Hope)‏ هو ممثل أسترالي، ولد في 25 ديسمبر 1958 بمانشستر في المملكة المتحدة.

## وصلات خارجية
- نيكولاس هوب على موقع IMDb (الإنجليزية)
- نيكولاس هوب على موقع ألو سيني (الفرنسية)
- نيكولاس هوب على موقع إن إن دي بي (الإنجليزية)
- نيكولاس هوب على موقع قاعدة بيانات الفيلم (الإنجليزية)